# 山口重勝
山口 重勝（やまぐち しげかつ）は、戦国時代から安土桃山時代にかけての武士。尾張国寺部城主、後に尾張星崎城主。

## 生涯
天文16年（1547年）、山口重俊の子として誕生。織田信雄に仕え、天正12年（1584年）の小牧・長久手の戦いにも参加した。その後は豊臣秀吉に仕えた。
天正14年（1586年）、養子・重政に家督を譲って隠居した。しかし間もなく豊臣秀次の家臣となり、文禄3年（1594年）の伏見城普請工事にも参加した。文禄4年（1595年）7月28日、秀次事件で連座により秀吉から自害を命じられた。享年49。

## 人物
戦国時代に向かない凡庸な人物だったとされている。もとの星崎城主・岡田重孝が信雄に殺され、その弟・善同が信雄に叛旗を翻して籠城した際、重勝は星崎城にあった夫人や家族を置き去りにして一人で城から逃走し、信雄に降伏したという逸話がある。このため、重勝は散々に侮辱されたが、養子の重政が功を挙げたため、体面を保たれ、星崎城主となったのである。
娘のお辰の方は秀次の側室として嫁いで百丸を生んだが、父と共に連座で処刑された。